# 柳橋站 (富山縣)

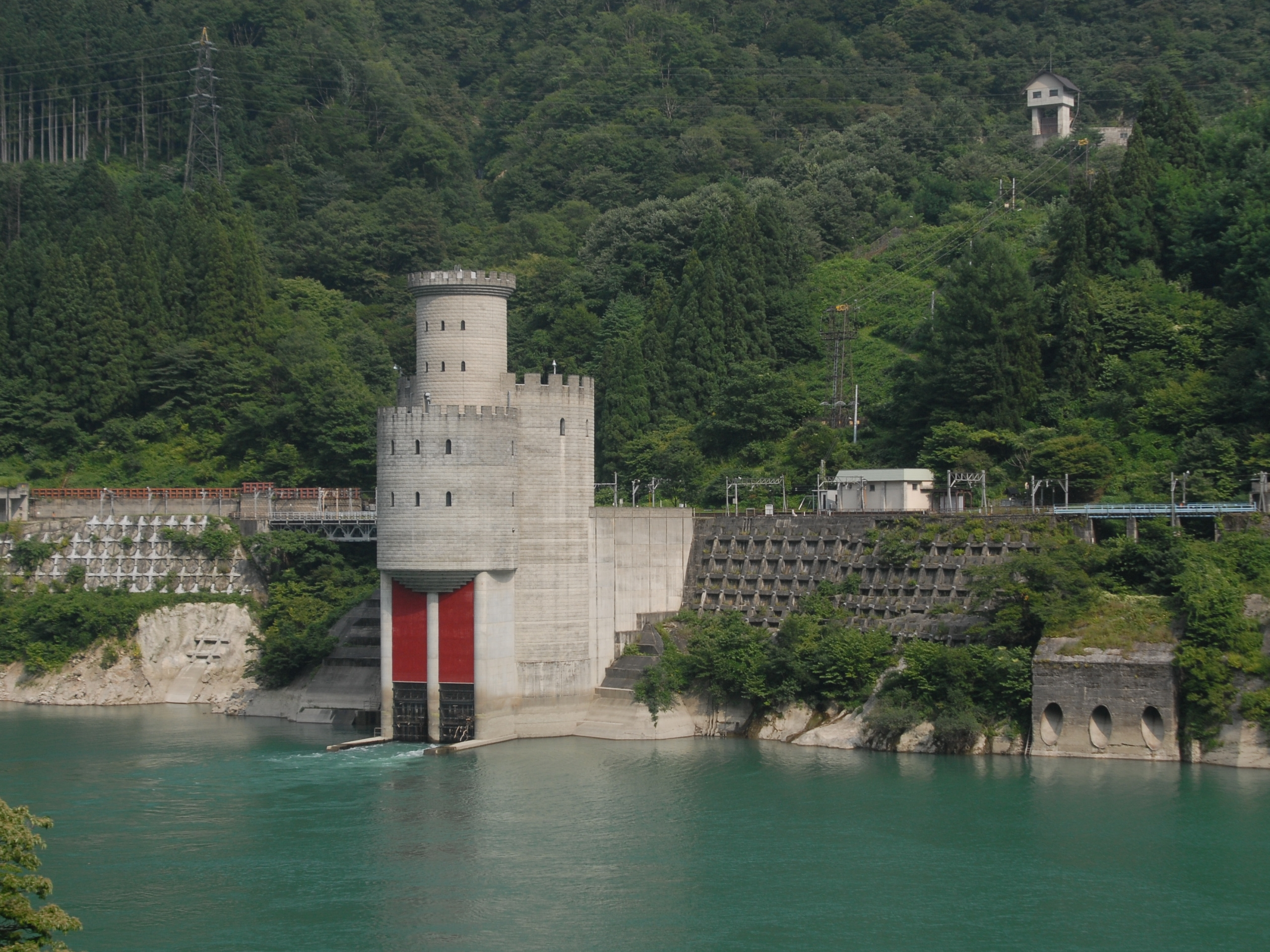
在對面岸道路望見柳橋站和新柳河原發電站

柳橋站（日语：／ Yanagibashi eki */?）是位於富山縣黑部市宇奈月町舟見明日音澤，黑部峽谷鐵道本線的車站。

## 歷史
- 1953年（昭和28年）11月16日 關西電力取得地方鐵道許可，開設客運業務，此站啟用。

## 車站構造
車站是一座地面車站，設有1面2線的島式月台。由於一般列車只於此站進行列車交會，因此月台上沒有任何設施。

## 車站周邊
歐洲城堡風格的關西電力新柳河原發電站於車站附近，但是車站沒有通道前往該處。

## 相鄰車站
黑部峽谷鐵道
本線
關西電力專用列車
宇奈月－柳橋－森石
旅客列車
通過
在此站與森石站曾經設有佛石站（日语：／），啟用和廢止日子不詳。

## 注腳
1. ↑  今尾惠介監修《日本鉄道旅行地図帳 6号北信越》 新潮社 2008年10月18日 p.39